# Lathromeris oviducta
Lathromeris oviducta är en stekelart som först beskrevs av Alexandre Arsène Girault 1929.  Lathromeris oviducta ingår i släktet Lathromeris och familjen hårstrimsteklar. Inga underarter finns listade i Catalogue of Life.